# Neck Deep
Neck Deep  é uma banda galesa de pop punk/hardcore melódico de Wrexham. Atualmente a banda é formada por Ben Barlow (vocalista), Matt West (guitarrista), Sam Bowden (guitarrista), Dani Washington (baterista) e Seb Barlow (baixista).

## História

### Início
Formado em 2012, quando o vocalista Ben Barlow conheceu o guitarrista Lloyd Roberts, a banda surgiu com a dupla logo após eles postarem a música "What Did You Expect?" on-line, já com o nome Neck Deep. A música rapidamente ganhou atenção on-line, resultando na ideia de formar uma banda, o que ocorreu após a adição do guitarrista Matt West, do baixista Fil Thorpe-Evans e  do baterista Dani Washington.[carece de fontes?]
O nome da banda (Neck Deep) foi tirado de um trecho da música "Boom, Roasted", da banda punk Crucial Dudes, de New Jersey, Estados Unidos da América. Rotulado como pop punk, o Neck Deep tem sido descrito como uma combinação de New Found Glory, The Wonder Years, Green Day e Descendents. O vocalista Ben Barlow afirmou que A Day to Remember tem uma enorme influência sobre a banda.

### Wishful Thinking (2012 – 2015)
Com a banda formada eles lançaram os EPs  "Rain in July" (2012) e  "A History of Bad Decisions" (2013), antes de assinar com "Hopeless", em agosto de 2013. Em 2014 lançaram "Wishful Thinking", primeiro álbum de estúdio, e a banda tornou-se um projeto de tempo integral.
Para se dedicar exclusivamente a banda os membros do Neck Deep deixaram seus postos de trabalho e/ou abandonaram os cursos universitários. Após o lançamento de "Wishful Thinking", a banda começou 2014 com uma turnê solo pelo Reino Unido, e também percorreu o Reino Unido como o principal suporte para a banda We Are the In Crowd, antes de uma turnê que abrangeu os Estados Unidos, com as bandas Knuckle Puck e  Light Years .

### Life's Not out to Get You (2015 – 2016)
Em agosto de 2015 lançaram "Life's Not out to Get You", o segundo álbum de estúdio da banda. Pouco tempo após o lançamento do segundo álbum Lloyd Roberts (guitarrista) deixou a banda, devido a alegações de má conduta sexual. A alegação é que o ex-guitarrista teria enviado mensagens sexualmente explícitas para uma fã menor de idade.
A banda tocou em todas as datas da edição de 2015 do "Vans Warped Tour" e em fevereiro de 2016  vai ser a banda principal em uma turnê mundial com outras bandas de pop punk, como State Champs, Creeper e Light Years.
Na metade de 2018, Fil, o baixista da banda, deixou o grupo. O mesmo o disse em uma rede social afirmando que queria explorar seus horizontes musicais. Já que o novo estilo não coincidiria com o da banda, optou pela própria saída do grupo.

###### ===All Distortions Are Intentional (2020 - presente)===
No começo de 2020, Seb Barlow, irmão de Ben Barlow, vocalista da banda, afirmou em suas redes sociais que está entrando na banda oficialmente depois de trabalhar na mesma de modo indireto desde a origem do grupo, como baixista. Mais tarde a banda anunciou que está trabalhando no seu novo álbum de estúdio intitulado "All Distortions Are Intentional" que será lançado em 24 de julho de 2020.

## Integrantes
Membros atuais
- Ben Barlow – vocalista (2012–presente)
- Dani Washington – baterista (2012–presente)
- Matt West – guitarrista (2012–presente)
- Sam Bowden – guitarrista (2015–presente)
- Seb Barlow - baixista (2020-presente)

Ex-membros
- Lloyd Roberts – guitarrista (2012–2015)
- Fil Thorpe-Evans – baixista (2012–2018)
- Joshua Halling  - Baixista (2019-2020)

## Discografia
Álbum de Estúdio
- Wishful Thinking (2014)
- Life's Not Out to Get You (2015)
- The Peace and The Panic (2017)
- All Distortions Are Intentional (2020)

EP
- Rain in July (2012)
- A History of Bad Decisions (2013)
- Neck Deep/Knuckle Puck (split EP) (2014)

## Videografia
- A Part of Me" (2012)
- "I Couldn't Wait to Leave 6 Months Ago" (2012)

- "Over and Over" (2013)
- "Growing Pains" (2013)

- "Losing Teeth" (2014)

- "Can't Kick Up the Roots" (2015)
- "Gold Steps" (2015)
- "Smooth Seas Don't Make Good Sailors" (2015)
- "Kali Ma" (2016)
- " Serpents" (2016)
- " December" (2016)
- "December (again)" (2016)
- "Happy Judgement Day" (2017)
- "Where Do We Go When We Go" (2017)
- "Motion Sickness" (2017)
- "In Bloom" (2017)
- "Parachute" (2017)
- "Don't wait" (2018)
- "Torn" (2018)